# Pokémon: The First Movie (trilha sonora)
| Críticas profissionais | Críticas profissionais |
| Avaliações da crítica  | Avaliações da crítica  |
| Fonte                  | Avaliação              |
| ---------------------- | ---------------------- |
| allmusic               | [ 1 ]                  |
| Entertainment Weekly   | C+                     |

Pokémon: The First Movie é a trilha sonora do primeiro filme de Pokémon na América. O álbum foi lançado em 9 de novembro de 1999 pela Atlantic Records. 

## Faixas
| N.º            | Título                               | Compositor(es)                                                                      | Artista                 | Duração |  |
| 1.             | "Pokémon Theme"                      | John Siegler John Loeffler                                                          | Billy Crawford          | 3:22    |  |
| 2.             | "Don't Say You Love Me"              | Marion Raven Marit Larsen Peter Zizzo Jimmy Bralower                                | M2M                     | 3:46    |  |
| 3.             | "It Was You"                         | Rodney Jerkins Fred Jerkins III LaShawn Daniels Harvey Mason, Jr.                   | Ashley Ballard So Plush | 4:18    |  |
| 4.             | "We're a Miracle"                    | David Zippel Christina Aguilera                                                     | Christina Aguilera      | 4:12    |  |
| 5.             | "Soda Pop"                           | Mikey Bassie Eric Foster White                                                      | Britney Spears          | 3:23    |  |
| 6.             | "Somewhere, Someday"                 | Mark Muller Andy Golomark                                                           | 'N Sync                 | 4:07    |  |
| 7.             | "Get Happy"                          | Edele Lynch Keavy Lynch Sinéad O'Carroll Lindsay Armaou Ray Hedges Martin Brannigan | B*Witched               | 3:06    |  |
| 8.             | "(Hey You) Free Up Your Mind"        | Rhett Lawrence Melanie Chisholm Emma Bunton                                         | Emma Bunton             | 3:24    |  |
| 9.             | "Fly with Me"                        | 98° S. P. Michel Jerry Duplessis Stig Anderson Björn Ulvaeus Benny Andersson        | 98°                     | 3:52    |  |
| 10.            | "Lullaby"                            | Steven Nikolas Brendon Sibley Amanda Williford                                      | Mandah                  | 4:00    |  |
| 11.            | "Vacation"                           | Colleen Fitzpatrick Josh Deutsch                                                    | Vitamin C               | 3:20    |  |
| 12.            | "Makin' My Way (Any Way That I Can)" | Diane Warren                                                                        | Billie Piper            | 4:25    |  |
| 13.            | "Catch Me If You Can"                | Angela Trullinger Brian M. Steckler                                                 | Angela Via              | 3:28    |  |
| 14.            | "(Have Some) Fun with the Funk"      | Steve Lunt                                                                          | Aaron Carter            | 3:34    |  |
| 15.            | "If Only Tears Could Bring You Back" | Marjorie Maye Pulice Russ DeSalvo                                                   | Midnight Sons           | 4:03    |  |
| 16.            | "Brother My Brother"                 | Loeffler Ralph Schuckett Emosia                                                     | Blessid Union of Souls  | 3:49    |  |
| Duração total: | Duração total:                       | Duração total:                                                                      | Duração total:          | 60:16   |  |

## Paradas musicais

### Desempenho
| Parada (1999)                                  | Melhor posição |
| ---------------------------------------------- | -------------- |
| Austrália (ARIA Charts)                        | 9              |
| Áustria (Ö3 Austria Top 40)                    | 8              |
| França (SNEP)                                  | 2              |
| Noruega (VG-lista)                             | 7              |
| Canadá (Canadian Albums Chart)                 | 10             |
| Finlândia (Mitä hittiä)                        | 17             |
| Nova Zelândia (RIANZ)                          | 18             |
| Suécia (Sverigetopplistan)                     | 14             |
| Suíça (Swiss Albums Chart)                     | 65             |
| Países Baixos (MegaCharts)                     | 97             |
| Estados Unidos (Billboard 200)                 | 8              |
| Estados Unidos (Billboard Top Internet Albums) | 15             |

### Vendas e certificações
| País           | Associação   | Certificação | Vendas     |
| -------------- | ------------ | ------------ | ---------- |
| Austrália      | ARIA         | 2× Platina   | 140,000+   |
| Canadá         | Music Canada | 2× Platina   | 200,000+   |
| Reino Unido    | BPI          | Ouro         | 100,000    |
| Estados Unidos | RIAA         | 2× Platina   | 2,000,000+ |